# Caligo pavo
Caligo pavo är en fjärilsart som beskrevs av Johannes Karl Max Röber 1904. Caligo pavo ingår i släktet Caligo och familjen praktfjärilar. Inga underarter finns listade i Catalogue of Life.